# Waikoropupu (rivière)
La rivière Waikoropupu  (en anglais : Waikoropupu River) est un cours d’eau de la région de Tasman située dans l’Île du Sud de la Nouvelle-Zélande.

## Géographie
Elle prend son origine dans le Parc national de Kahurangi et s’écoule vers le nord-est pour atteindre la rivière Takaka tout près de la ville de Takaka.  Sur son trajet, elle passe tout près des chutes de Te Waikoropupū Springs, qui se drainent dans la rivière et en augmente considérablement le débit.